# Scherzi a parte
Scherzi a parte est une émission de télévision italienne du genre caméra cachée diffusée depuis le 9 février 1992 en prime time, d'abord sur Italia 1 et ensuite sur Canale 5. En 2012, le titre est devenu Scherzi a parte Varietà, tandis qu'en 2015, il est devenu Le Iene presentano : Scherzi a parte (cette saison 2015 ayant été réalisée en collaboration avec Le Iene, un autre programme télévisé italien d'infodivertissement). En 2018, elle reprend le nom de Scherzi a parte.

## Diffusion
Née d'une idée de Fatma Ruffini et Salvatore De Pasquale, alias Depsa, l'émission est diffusée depuis 1992 et, dès la première saison, a connu un grand succès, au point que l'expression Sei su Scherzi a parte! est entrée dans le langage courant, lorsqu'une "victime" se retrouve dans une situation absurde et paradoxale au cours de laquelle il ne se passe rien de grave ou d'inquiétant. Dans le schéma de l'émission, les auteurs s'entendent avec quelques complices pour organiser une farce sur la "victime" choisie. L'émission est en quelque sorte l'héritière directe de la célèbre émission américaine Candid Camera (Caméra cachée) dans laquelle, pour attirer un public plus large, les victimes des farces sont des personnalités du monde du spectacle, du cinéma, de la musique, du journalisme et de la politique, toutes plus ou moins célèbres.
La première saison de l'émission a été diffusée le 9 février 1992 sur Italia 1 avec Teo Teocoli et Gene Gnocchi comme animateurs. En 1993, en raison de son succès, l'émission a été promue sur Canale 5 avec Teocoli et Gnocchi comme animateurs. En 1997, l'émission revient sur Italia 1 et dans la saison suivante, deux ans plus tard, en 1999, elle revient sur Channel 5, où elle est restée jusqu'à la onzième saison. Le 2 avril 2012, après une pause de trois ans et demi, la douzième saison a été diffusée, totalement renouvelée, animée par Luca et Paolo.
Après une nouvelle interruption de trois ans, le programme est revenu sur les ondes en 2015 avec seulement deux épisodes dans une saison révolutionnée intitulée Le Iene presentano : Scherzi a parte. Les farces, réalisées par la rédaction de Le Iene, sont montrées dans leur intégralité pendant leur préparation et leur réalisation avant d'être exécutées. Le programme change complètement par rapport aux saisons précédentes : il ne présente pas de farces en studio ni de danseurs, mais seulement le public assis autour de Paolo Bonolis, qui introduit les vidéos des farces par de courts monologues comiques et accueille ensuite les victimes des farces dans le studio en les interviewant tous les deux assis sur un banc. Après une nouvelle interruption de trois ans, l'émission revient à l'antenne en 2018, du 9 au 30 novembre, pour quatre épisodes, toujours avec Paolo Bonolis comme animateur. Après une nouvelle interruption de trois ans, l'émission revient en 2021, tous les dimanches du 12 septembre au 17 octobre pour six épisodes (à la place de l'émission Live - Non è la D'Urso [Live - Il ne s'agit pas de d'Urso] fermée en raison de faibles audiences), cette fois avec Enrico Papi (qui revient ainsi à Mediaset après quelques années à Sky Italia) qui prend la place de Paolo Bonolis et ramène l'émission à d'excellentes audiences.
En 2022, après les rediffusions de la quinzième saison sur Channel 5 du 9 juin au 14 juillet, l'émission est revenue sur la même chaîne avec la seizième saison du 18 septembre au 16 octobre, animée par Enrico Papi pour cinq épisodes suivis d'un épisode spécial. De plus, pour la première fois depuis 1995, cette nouvelle saison a été réalisée un an après la précédente.

## Saisons
| Saisons | Chaîne   | Titre du programme                 | Diffucion         | Diffucion        | Épisodes | Présentation     | Présentation      | Présentation       | Présentation       | Présentation       | Réalisation        |
| Saisons | Chaîne   | Titre du programme                 | Début             | Fin              | Épisodes | Présentation     | Présentation      | Présentation       | Présentation       | Présentation       | Réalisation        |
| ------- | -------- | ---------------------------------- | ----------------- | ---------------- | -------- | ---------------- | ----------------- | ------------------ | ------------------ | ------------------ | ------------------ |
| 1       | Italia 1 | Scherzi a parte                    | 9 février 1992    | 3 mai 1992       | 11       | Teo Teocoli      | Gene Gnocchi      | Angela Melillo     | Gabriella Labate   | Marco Balestri     | Anna Forghieri     |
| 2       | Canale 5 | Scherzi a parte                    | 22 janvier 1993   | 16 avril 1993    | 13       | Teo Teocoli      | Gene Gnocchi      | Pamela Prati       | Pamela Prati       | Pamela Prati       | Silvia Arzuffi     |
| 3       | Canale 5 | Scherzi a parte                    | 4 mars 1994       | 6 mai 1994       | 10       | Teo Teocoli      | Massimo Boldi     | Pamela Prati       | Pamela Prati       | Pamela Prati       | Silvia Arzuffi     |
| 4       | Canale 5 | Scherzi a parte                    | 13 octobre 1995   | 22 décembre 1995 | 11       | Teo Teocoli      | Massimo Lopez     | Massimo Lopez      | Simona Ventura     | Simona Ventura     | Silvia Arzuffi     |
| 5       | Italia 1 | Scherzi a parte                    | 3 octobre 1997    | 19 décembre 1997 | 12       | Massimo Lopez    | Lello Arena       | Lello Arena        | Elenoire Casalegno | Elenoire Casalegno | Silvia Arzuffi     |
| 6       | Canale 5 | Scherzi a parte                    | 24 septembre 1999 | 26 novembre 1999 | 10       | Marco Columbro   | Simona Ventura    | Denny Méndez       | Denny Méndez       | Gloria Bellicchi   | Mario Bianchi (it) |
| 7       | Canale 5 | Scherzi a parte                    | 15 mars 2002      | 24 mai 2002      | 11       | Teo Teocoli      | Michelle Hunziker | Michelle Hunziker  | Massimo Boldi      | Massimo Boldi      | Mario Bianchi (it) |
| 8       | Canale 5 | Scherzi a parte                    | 26 septembre 2003 | 19 décembre 2003 | 13       | Teo Teocoli      | Manuela Arcuri    | Anna Maria Barbera | Anna Maria Barbera | Marco Milano       | Mario Bianchi (it) |
| 9       | Canale 5 | Scherzi a parte                    | 30 janvier 2005   | 17 avril 2005    | 11       | Alessia Marcuzzi | Diego Abatantuono | Diego Abatantuono  | Massimo Boldi      | Massimo Boldi      | Duccio Forzano     |
| 10      | Canale 5 | Scherzi a parte                    | 19 janvier 2007   | 20 avril 2007    | 13       | Claudio Amendola | Valeria Marini    | Cristina Chiabotto | Katia & Valeria    | Alfonso Signorini  | Duccio Forzano     |
| 11      | Canale 5 | Scherzi a parte                    | 29 janvier 2009   | 19 mars 2009     | 8        | Claudio Amendola | Belén Rodríguez   | Belén Rodríguez    | Teo Mammucari      | Teo Mammucari      | Roberto Cenci      |
| 12      | Canale 5 | Scherzi a parte Varietà            | 2 avril 2012      | 21 mai 2012      | 8        | Luca e Paolo     | Luca e Paolo      | Luca e Paolo       | Luca e Paolo       | Luca e Paolo       | Massimo Fusi       |
| 13      | Canale 5 | Le Iene presentano Scherzi a parte | 12 janvier 2015   | 19 janvier 2015  | 2        | Paolo Bonolis    | Paolo Bonolis     | Paolo Bonolis      | Paolo Bonolis      | Paolo Bonolis      | Stefano Vicario    |
| 14      | Canale 5 | Scherzi a parte                    | 9 novembre 2018   | 30 novembre 2018 | 4        | Paolo Bonolis    | Paolo Bonolis     | Paolo Bonolis      | Paolo Bonolis      | Paolo Bonolis      | Stefano Vicario    |
| 15      | Canale 5 | Scherzi a parte                    | 12 septembre 2021 | 17 octobre 2021  | 6        | Enrico Papi      | Enrico Papi       | Enrico Papi        | Enrico Papi        | Enrico Papi        | Roberto Cenci      |
| 16      | Canale 5 | Scherzi a parte                    | 18 septembre 2022 | 16 octobre 2022  | 5        | Enrico Papi      | Enrico Papi       | Enrico Papi        | Enrico Papi        | Enrico Papi        | Roberto Cenci      |

## Épisodes et audiences

### Première saison (1992)
Sur Italia 1 du 9 février au 3 mai 1992, pour onze épisodes. Présentateurs : Teo Teocoli et Gene Gnocchi avec Gabriella Labate, Angela Melillo et Marco Balestri. Parmi les blagues, les plus inoubliables sont celles qui concernent Giorgio Faletti, Wendy Windham, Enrica Bonaccorti, Marta Flavi et Rita Pavone.

#### La première blague diffusée
La première blague de l'histoire de l'émission a eu lieu en 1992 et la victime était Giorgio Faletti : l'humoriste prenait un taxi pour se rendre au travail, conduit à son insu par le cascadeur Holer Togni. Au début, un gag était inséré avec une gitane qui demandait de l'argent et lançait une sorte de malédiction. Le décor se déplaçait ensuite dans une rue fermée à la circulation avec une dizaine de figurants : là, le taxi commençait à faire des embardées, risquant d'écraser des passants, en fait des figurants, il percutait une charrette, heurtait un obstacle au milieu de la route et continuait sur deux roues, au milieu des cris désespérés de Faletti, pour finalement s'écraser à pleine vitesse contre un faux mur de briques. À la fin de la farce, alors que le véhicule est arrêté, le chauffeur de taxi demande le prix de la course, vingt-cinq mille lires, mais Faletti répond qu'au lieu de lires, il ne lui donnera que "vingt-cinq mille coups de pied dans le c**o", après quoi la farce est révélée.

#### L'Italie qui chante
Dans la première et la deuxième saison de Scherzi a parte, Marco Balestri était l'auteur de la "blague fixe" Italia che canta, où des chanteurs étaient accueillis, un pour chaque épisode, afin d'interpréter une chanson. Les victimes croyaient être connectées en direct au Japon ou à la Russie avec pas moins de 30 millions de téléspectateurs, mais en réalité elles n'étaient connectées qu'à la direction de ce studio.
Une fois la chanson commencée, des "événements imprévus" se produisaient, tels que l'accélération ou le ralentissement de la base, l'éclatement d'un amplificateur, la montée ou la descente de la scène, des bagarres dans le studio. Lorsque le chanteur est retourné à sa place pour une interview avec Balestri, la chaise a commencé à se réchauffer. Ce n'est qu'après avoir mis fin à la fausse connexion que Marco Balestri a annoncé au chanteur qu'il était sur Scherzi a parte. Parmi les "victimes" : Pupo, Andrea Mingardi, Jo Squillo, Nilla Pizzi, Orietta Berti, Dario Baldan Bembo, Bruno Lauzi, Little Tony et les Dik Dik.
- 1er épisode : Giorgio Faletti, Peppino di Capri, Wendy Windham, Enrico Ferri, Jo Squillo, Roberto Mancini et Gianluca Vialli.
- 2e épisode : Enrica Bonaccorti, Andrea Mingardi, Emilio Fede, Maurizio Ferrini, Sergio Vastano, Carmen Russo.
- 3e épisode : Rita Pavone, Patrizia Rossetti, Mino Reitano, Little Tony, Maurizio Mosca, Antonella Clerici.
- 4e épisode : Maria Teresa Ruta, Marta Flavi, Fiorella Pierobon, Bruno Lauzi, Andrea Roncato, Gabriella Labate.
- 5e épisode : Sandra Milo, Orietta Berti, Vittorio Sgarbi, Lorella Cuccarini, Giuliano Ferrara, Corinne Cléry.
- 6e épisode : Gigi Marzullo, Gino Cogliandro, Gianfranco Funari, Debora Caprioglio, Dario Baldan Bembo, Maria Giovanna Elmi, Jerry Calà.
- 7e épisode : Iva Zanicchi, Mal, Luca Barbareschi, Marco Columbro, Daniele Formica, Giannina Facio, Pupo.
- 8e épisode : Cesare Cadeo, Remo Girone (en), Claudio Caniggia, Clarissa Burt, Dik Dik, Salvatore Schillaci.
- 9e épisode : Roberto D'Agostino, Gianluca Pagliuca, Nilla Pizzi, Barbara Bouchet, Giobbe Covatta, Gianni Rivera et Sandro Mazzola.
- 10e épisode : Mario Merola, Zucchero Fornaciari, Pamela Prati, Giucas Casella, Paolo Bonolis, Giuseppe Bergomi et Franco Baresi.
- 11e épisode : Pino Caruso, Sandra Mondaini, Massimo Catalano, Claudio Amendola, Enrico Beruschi.

### Deuxième saison (1993)
La deuxième saison a été diffusée sur Canale 5 du 22 janvier au 16 avril 1993, pour treize épisodes. Présentateurs : Teo Teocoli, Gene Gnocchi et Pamela Prati. Réalisateurs : Flavio Andreini, Riccardo di Stefano et Dario Viola. Après le succès retentissant de la première saison, Scherzi a parte a atterri sur Channel 5. Parmi les blagues qui sont entrées dans l'histoire de cette saison, il y a celles qui ont été faites pour "endommager" Leo Gullotta, qui a été attaqué par un tigre, Simona Marchini, qui a assisté avec incrédulité à un improbable coup de foudre, et Enrico Mentana, qui a été poursuivi par le tribunal de Milan. Victimes également : Maurizio Costanzo, Fabrizio Frizzi, Moira Orfei, Sandra Mondaini, Cristina D'Avena, Gianfranco Fini.
- 1er épisode : Gianni Bugno, Maurizio Costanzo, Leo Gullotta, Simona Marchini, Fabrizio Frizzi, Enrico Mentana, Gianfranco Rosi.
- 2e épisode : Mariangela Melato, Ottavia Piccolo, Mario Marenco, Roberto Gervaso, Gabriella Carlucci, Gabriele Salvatores, Brigitte Nielsen.
- 3e épisode : Moira Orfei, Alessandro Altobelli, Florinda Bolkan, Giuseppe Signori, Marta Marzotto, Giampiero Mughini, Edwige Fenech, Fabio Testi.
- 4e épisode : Stefano Tacconi, Dalila Di Lazzaro, Paola Quattrini, Massimo Boldi, Andrea Lucchetta, Andy Luotto.
- 5e épisode : Ombretta Colli, Giacomo Agostini, Moana Pozzi, Orso Maria Guerrini, Igor Shalimov, Silvana Giacobini, Simona Marchini, Zuzzurro e Gaspare.
- 6e épisode : Rossana Casale et Grazia Di Michele, Carlo Pistarino, Ramona Dell'Abate, Marina Ripa Di Meana, Luciano Rispoli.
- 7e épisode : Francesco Moser, Marco Pannella, Ira Furstenberg, Enrico Albertosi, Enrico Ruggeri, Alessandro Nannini.
- 8e épisode : Patrizio Oliva, Giorgio Chinaglia, Antonella Elia, Nancy Brilli, Oriella Dorella, Tiberio Timperi, Gina Lollobrigida.
- 9e épisode : Leopoldo Mastelloni, Francesco Graziani, Anita Ekberg, Eleonora Brigliadori, Eleonora Giorgi, Vincenzo Scifo et Carlos Alberto Aguilera, Faye Dunaway.
- 10e épisode : Sandra Mondaini, Agostina Belli, Cristina D'Avena, Rita dalla Chiesa, Massimo Dapporto, Claudio Chiappucci.
- 11e épisode : Ornella Vanoni, Alberto Castagna, Darko Pančev, Umberto Smaila, Amanda Lear, Gianfranco Fini, Gianfranco D'Angelo.
- 12e épisode : Remo Girone (en), Evaristo Beccalossi, Corrado Tedeschi, Diego Abatantuono, Anthony Delon, Marina Suma, Rino Tommasi.
- 13e épisode : Claudia Mori, Fulvio Collovati, Vittorio Sgarbi, Lamberto Sposini, Barbara Alberti, Alessandro Gassman.

### Troisième saison (1994)
La troisième saison a été diffusée sur Canale 5 du 4 mars au 6 mai 1994, pour dix épisodes. Les présentateurs étaient Teo Teocoli, Massimo Boldi et Pamela Prati, les auteurs : Flavio Andreini, Riccardo di Stefano et Dario Viola. Parmi les blagues les plus réussies, on peut citer celles qui ont été faites à Cristina Parodi, Paolo Bonolis, Gigi Sabani, Valeria Marini, Fulvio Collovati, Shalpy, Renato Pozzetto, Maria De Filippi, Antonella Elia et Cesara Buonamici. Les farces de Marco Balestri à l'égard de Nicoletta Orsomando, Paola Gassman et Ugo Pagliai, animés dans un étrange programme de télévision, sont inoubliables.
- 1er épisode : Alessandro Melli, Paola Gassman et Ugo Pagliai, Paola Barale, Renato Pozzetto, Nino Frassica, Cristina Parodi, Elio Fiorucci.
- 2e épisode : Gigi Sabani, Sandro Paternostro, Valeria Marini, Marco Simone, Paolo Vallesi, Stefano Masciarelli, Katia Ricciarelli, Lina Wertmüller.
- 3e épisode : Serena Grandi, Loris Capirossi, Aldo Busi, Adriano Panatta, Deborah Compagnoni, Caterina Caselli, Wanna Marchi.
- 4e épisode : Francesco Damiani, Francesco Alberoni, Ornella Muti, Claudio Bisio, Nicola Farron, Fernando De Napoli, Claudio Brachino, Amii Stewart.
- 5e épisode : Dino Meneghin, Lorenzo Flaherty, Giorgio Benvenuto, Michele Placido, Renato Nicolini, Cesara Buonamici, Todd McKee, Aldo Biscardi, Stefano Eranio.
- 6e épisode : Piero Gros, Gino Bramieri, Francesco Baccini, Arnoldo Foà, José João Altafini, Simona Tagli, Ottaviano Del Turco, Luciano Soprani, Patrizio Kalambay.
- 7e épisode : Alfredo Biondi, Alberto Castagna, Zvonimir Boban, Nicoletta Orsomando, Sergio Vastano, Maurizio Fondriest, Shalpy.
- 8e épisode : Corinne Cléry, Felice Gimondi, Riccardo Patrese, Teo Teocoli-Massimo Boldi-Pamela Prati, Roberto Vecchioni, Rick Telles, Ricky Tognazzi et Simona Izzo, Maria De Filippi.
- 9e épisode : Franco Causio, Mino Damato, Enzo Iacchetti, Carlo Ripa di Meana, Roberto Boninsegna, Carla Urban, Paolo Bonolis, Lucrezia Lante della Rovere, Nadia Rinaldi.

### Quatrième saison (1995)
La quatrième saison a été diffusée sur Canale 5 du 13 octobre au 22 décembre 1995, pour onze épisodes. Présentateurs : Teo Teocoli, Massimo Lopez et Simona Ventura avec la participation du jeune Teo Mammucari. Auteurs : Marco Balestri, Flavio Andreini, Riccardo di Stefano et Dario Viola. Parmi les "victimes" : Iva Zanicchi, Marcella Bella, Maria Teresa Ruta, Jerry Calà, Gigi Sabani, Nino Manfredi, Alain Delon, Max Biaggi, Mario Cipollini et Raoul Bova. Parmi les farces les plus réussies, citons celle "contre" Emmanuel-Philibert de Savoie, Adriano Galliani et Giorgia. Marco Columbro, Enrica Bonaccorti et Agostina Belli ont été dupés pour la deuxième fois.
- 1er épisode : Iva Zanicchi, Alain Delon, Fabrizio Ravanelli, Gianfranco Fini, Anna Falchi, Danilo Amerio.
- 2e épisode : Marco Columbro, Carol Alt, Agostina Belli, Paolo Liguori, Maria Grazia Cucinotta, Gigi Sabani.
- 3e épisode : Alba Parietti, Massimo Lopez, Adriano Galliani, Nilla Pizzi, Federica Panicucci, Alessandro Haber.
- 4e épisode : Max Biaggi, Enrica Bonaccorti, Tullio Solenghi, Jerry Calà, Idris, Luana Colussi.
- 5e épisode : Mario Cipollini, Emmanuel-Philibert de Savoie, Raoul Bova, Marta Flavi, Gigliola Cinquetti, Domiziana Giordano.
- 6e épisode : Marcella Bella, Ambra Angiolini, Heather Parisi, Raoul Casadei, Marco Milano, Gabriella Carlucci.
- 7e épisode : Irene Fargo, Carlo Mazzone, Antonio Di Pietro, Stefano Zecchi, Elisabetta Ferracini, Federico Fazzuoli.
- 8e épisode : Fausto Leali, Monica Gasparini, Ruggiero Rizzitelli, Renzo Arbore, Florinda Bolkan, Tony Binarelli.
- 9e épisode : Marisa Laurito, Gianfranco Zola, Giuliano Ferrara, Dino Baggio, Santi Licheri, Laura Freddi.
- 10e épisode : Giorgia, George Weah, Clemente Mastella, Bruno Vespa, Ottavio Missoni, Teri Ann Linn.
- 11e épisode : Roberto Carlos, Maria Teresa Ruta, Ivana Spagna, Nino Manfredi, Mariolina Cannuli, Ignazio La Russa.

### Cinquième saison
La cinquième saison a été diffusée sur Italia 1 du 3 octobre au 19 décembre 1997, pour douze épisodes. Présentateurs : Massimo Lopez, Lello Arena et Elenoire Casalegno. La plupart des "victimes" de cette saison en étaient à leur deuxième farce. Parmi elles, Emilio Fede, Giobbe Covatta, Maurizio Mosca, Wendy Windham, Alessandro Gassman, Paola Barale, Cristina Parodi et l'animateur Massimo Lopez lui-même.
- 1er épisode : Giobbe Covatta, Paolo Limiti, Valeria Mazza, Carlo Verdone, Pierluigi Casiraghi, Andrea Pamparana, Sabrina Ferilli.
- 2e épisode : Raz Degan, Martina Colombari, Mickey Rourke, Ferruccio Amendola, Roberto Baggio, Elenoire Casalegno.
- 3e épisode : Massimo Ciavarro, Simona Ventura, Boy George, Claudia Gerini, Alessandro Cecchi Paone, Giuseppe Taglialatela.
- 4e épisode : Maurizio Mosca, Amadeus, Claudio Lippi, Nino D'Angelo, Antonio Rossi, Alessia Marcuzzi.
- 5e épisode : Davide Mengacci, I Cugini di Campagna, Giuliana De Sio, Bud Spencer, Marco Masini, Gianluca Pagliuca.
- 6e épisode : Marina Graziani, Barbara D'Urso, J-Ax, Alberto Castagna, Martufello, Gaia De Laurentiis.
- 7e épisode : Giancarlo Fisichella, Randi Ingerman, Linus, Paola Barale, Wendy Windham, Iván Zamorano.
- 8e épisode : Eric Forrester, Cristina Parodi, Cristina Quaranta, Natalia Estrada, André Cruz, Lorenza Mario.
- 9e épisode : Sandro Vannucci, Gene Gnocchi, Emanuela Folliero, Ela Weber, Stefania Sandrelli, Francesco Rutelli.
- 10e épisode : Alessandro Gassman, Massimo Di Cataldo, Roberto Maroni, Emilio Fede, Riccardo Fogli.
- 11e épisode : Enrico Ruggeri, Roberto Formigoni, Leonardo Nascimento de Araújo, Francesco Paolantoni, Francesco Totti, Paola Perego.
- 12e épisode : Aldo, Giovanni et Giacomo, Mara Venier, Ombretta Fumagalli Carulli, Massimo Lopez, Pamela Prati, Maria Amelia Monti.

### Sixième saison
La sixième saison a été diffusée sur Channel 5 du 24 septembre au 26 novembre 1999, pour dix épisodes. Présentateurs : Simona Ventura et Marco Columbro. Valette : Denny Mendez et Gloria Bellicchi. Parmi les blagues les plus drôles, citons celles sur Raoul Bova, Emilio Fede, le président de la région Lombardie Roberto Formigoni, Gianluigi Buffon, Alessia Marcuzzi, Pupo, Laura Pausini, Enrico Mentana, Valeria Marini, Martina Colombari, Raimondo Vianello et Sandra Mondaini, cette dernière ayant été victime d'une "contre-blague". À partir de cette saison, le "Boccalone d'oro" a été introduit dans le programme, un prix pour chaque épisode étant décerné à la farce la plus votée par le public du studio avec le podium relatif, et des farces en studio ont également été faites aux invités avec des ballons d'eau, des secousses de chaises et autres.
- 1er épisode : Laura Pausini, Pippo Franco, Emilio Fede, Pupo, Eddie Irvine, Alessia Marcuzzi.
- 2e épisode : Gianfranco Funari, Emilio Carelli, Jean-Claude Van Damme, Alessia Merz, Loretta Goggi.
- 3e épisode : Sandra Mondaini et Raimondo Vianello, Natasha Stefanenko, Fabrizio Summonte, Maria De Filippi, Syusy Blady et Patrizio Roversi.
- 4e épisode : Fabio Cannavaro, Rita Forte, Roberto Formigoni, Marco Liorni, Ellen Hidding.
- 5e épisode : Iva Zanicchi, Barbara De Rossi, Didi Leoni, Guido Meda, Alessandra Mussolini, Michele Placido.
- 6e épisode : Andrea Roncato, Roberto Vecchioni, Antonella Clerici, Gianluigi Buffon, Aldo Biscardi, Alessia Mancini.
- 7e épisode : Raoul Bova, Valeria Marini, Martina Colombari, Carlo Rossella, Ivana Trump, Demo Morselli.
- 8e épisode : Giulio Scarpati, Walter Zenga, Luca Laurenti, Elena Sofia Ricci, Enrico Mentana, Claudio Bisio.
- 9e épisode : Antonio Conte, Nancy Brilli, Nathaly Caldonazzo, Fiona May, Paolo Calissano, Kristian Ghedina.
- 10e épisode : Paola Barale, Paolo Cirino Pomicino, Al Bano, Gabriel Garko, Emiliano Mondonico.

### Septième saison
La septième saison a été diffusée sur Channel 5 du 15 mars au 24 mai 2002, pour onze épisodes. Présentateurs : Teo Teocoli, Massimo Boldi et Michelle Hunziker. Cette saison de l'émission a également eu le mérite de recomposer l'un des couples historiques de la comédie italienne : Teo Teocoli, qui en était à sa cinquième présentation de l'émission, et Massimo Boldi, flanqué de Michelle Hunziker, une révélation télévisuelle qui faisait ses débuts sur la chaîne de grande écoute de Channel 5. Parmi les farces inoubliables, citons celle qui a été faite à Cesare Cremonini, Claudio Amendola, Elisabetta Canalis, Alba Parietti, Vincenzo Salemme et Giovanni Rana. Voici les victimes qui ont eu lieu lors de cette saison :
- 1er épisode : Lorenzo Ciompi, Max Biaggi, Cesare Cremonini, Flavio Briatore, Giovanni Trapattoni, Elisabetta Canalis
- 2e épisode : Manuela Arcuri, Claudio Amendola, Luisa Corna, Giovanni Rana, Alba Parietti et l'un des présentateurs, Massimo Boldi
- 3e épisode : Carlton Myers, Michele Cucuzza, accompagné de Katia Noventa, sa compagne de l'époque, Irene Grandi, Benedetta Corbi, Maria Teresa Ruta et Flavia Vento.
- 4e épisode : Gaia De Laurentiis, Pino Insegno, Nina Morić, Natalia Estrada, Lamberto Sposini et Francesco Storace (absent du studio).
- 5e épisode : Rita Pavone, Vincenzo Salemme, Enrico Brignano, Giampiero Galeazzi et Tosca D'Aquino.
- 6e épisode : Mohammed Kallon, Simona Ventura, Giacomo Crosa, Mascia Ferri, Fausto Leali.
- 7e épisode : Daniele Bossari, Eliana Miglio, Amanda Lear, Gigi Sabani, Daniele Massaro en témoignage de la farce faite à Arrigo Sacchi (absent du studio) et la nouvelle invitée Elisabetta Canalis.
- Épisode 8 : Eva Grimaldi, Francesca Rettondini, Miriana Trevisan, Marco Melandri, Cesare Cremonini (à nouveau invité) et Afef (absente du studio). C'est l'épisode de l'accident de Massimo Boldi qui, cependant, reviendra avec son épaule dans le plâtre dans les dernières minutes de l'émission pour rassurer le public.
- 9e épisode : Alberto Castagna, Anna Valle, Emilio Fede, Filippo Inzaghi en témoignage de la blague faite à Aldo Biscardi, Jury Chechi, Lorenzo Ciompi (invité à nouveau).
- 10e épisode : Pietro Taricone, Stefania Orlando, Maddalena Corvaglia, Gigi D'Alessio (absente du studio) en témoignage de la farce faite à Rita Forte, Alessandro Preziosi, Maria Teresa Ruta (invitée à nouveau)
- 11e épisode : Tullio Solenghi, Roberta Lanfranchi (absente du studio) en témoignage de la farce faite à Ilary Blasi, Claudia Koll, Isolde Kostner, Max Gazzè (absent du studio) en témoignage de la farce faite à Gazosa, Vincenzo Salemme (invité à nouveau).

Cette saison est également célèbre pour un accident survenu à Massimo Boldi lors de l'enregistrement du huitième épisode, le 3 mai 2002. Au cours d'un sketch avec son compagnon Teocoli, ils ont tous deux glissé sur le sol, mouillé à la suite d'une farce faite à Miriana Trevisan dans le studio, et Boldi s'est cassé l'épaule en tombant. Après une courte période de rééducation, il a repris l'animation de l'émission et, dans l'épisode de la semaine suivante, Boldi et Teocoli ont ironiquement rejoué le même sketch.

### Huitième saison (2003)
La huitième saison a été diffusée sur Channel 5 du 26 septembre au 19 décembre 2003, pour douze épisodes + une émission spéciale intitulée Scherzi a parte story. Présentateurs : Teo Teocoli, Anna Maria Barbera et Manuela Arcuri, avec la participation de Marco Milano. Teo Teocoli, pour la sixième fois présentateur de Scherzi a parte, entouré de Manuela Arcuri et, directement de Zelig, de la révélation télévisuelle de la saison Sconsolata / Anna Maria Barbera, a animé la huitième saison de l'émission.
Parmi les protagonistes de ces farces se trouvaient Francesco Coco, le petit ami d'Arcuri à l'époque, les présentatrices de l'émission Anna Maria Barbera et Manuela Arcuri (déjà victime lors de la septième saison), Orietta Berti, Maria Grazia Cucinotta, Valeria Mazza, Giobbe Covatta et Barbara D'Urso. Les victimes de cette saison sont :
- 1er épisode : Gennaro Gattuso, Maria Grazia Cucinotta, Michelle Hunziker, Orietta Berti, Vittorio Feltri (absent du studio) avec Paolo Liguori et Ignazio La Russa comme témoins.
- 2e épisode : Francesca Senette, Iva Zanicchi, Cristina Parodi, Alberto Tomba, Francesco Coco et Alfonso Pecoraro Scanio.
- 3e épisode : Floriana Secondi, gagnante de Big Brother 3, Laura Freddi, Samantha De Grenet, Beppe Signori, Serse Cosmi et l'animatrice Anna Maria Barbera elle-même.
- 4e épisode : Martina Stella (absente du studio) qui a comme témoignage Ricky Tognazzi, Anna Brosio, Randi Ingerman, Cristian Brocchi, Nino D'Angelo et l'animateur Vittorio Feltri.
- 5e épisode : Antonella Clerici, Licia Colò, Ombretta Colli, Mario Cipollini, Gary Dourdan et Rubens Barrichello.
- 6e épisode : Barbara d'Urso, Elena Guarnieri, Paola Barale, Enrico Bertolino, Cesara Buonamici, Rosa Russo Iervolino (absente du studio) et Gilberto Simoni.
- 7e épisode : Maria De Filippi, Luca Barbareschi, Sebastiano Somma, Anna Valle, Adriana Volpe et Rocco Siffredi (absent du studio).
- 8e épisode : Maurizio Mosca, Pupo, Corrado Tedeschi, Maria Amelia Monti, Giuliana De Sio, Alessandra Canale, Roberto Mancini (absent du studio) et Joaquín Cortés (absent du studio) dont le témoignage est Marco Balestri.
- 9e épisode : Vittoria Belvedere, Loris Capirossi, Paolo Brosio, Massimo Caputi, Luciano Moggi et la présentatrice Manuela Arcuri elle-même.
- 10e épisode : Valeria Mazza, Giobbe Covatta, Fedro Francioni, candidat de Big Brother 3, Mariano Apicella, Michele Cucuzza et Orietta Berti, nouvelle invitée.
- 11e épisode : Irene Pivetti, Giancarlo Fisichella, Pasquale Laricchia et sa compagne Victoria Pennington, Stefania Sandrelli (absente du studio) dont le témoignage est celui de Silvana Giacobini, Diego Armando Maradona (absent du studio) et Gianluca Zambrotta (absent du studio).
- 12e épisode : Valeria Marini, Dario Vergassola, Federica Panicucci, Jarno Trulli, Sara Ricci, Marcus Schenkenberg (absent du studio) dont le témoignage est Evaristo Beccalossi, Gabriele Albertini (absent du studio)

#### Facia a Facia
Dans la saison 2003, un programme fictif intitulé Faccia a Faccia [Face à Face] a été créé, dans lequel des personnalités du show-business, de la politique ou du cinéma ont été accueillies, une par épisode, à qui l'on a fait croire qu'elles étaient interviewées, avec la complicité de Silvana Giacobini ; parmi les victimes figuraient Giuliana De Sio, Ricky Tognazzi, Stefania Sandrelli, Gabriele Albertini, Iva Zanicchi et Michelle Hunziker.

### Neuvième saison (2005)
Elle a été diffusée sur Channel 5 du 30 janvier au 17 avril 2005, pour onze épisodes. Présentateurs : Alessia Marcuzzi, Diego Abatantuono et Massimo Boldi.
Dans cette saison, le Boccalone d'oro est supprimé et la nouveauté de cette saison est la maison des farces et attrapes où les invités du studio sont impliqués.
Les victimes de cette saison sont :
- 1er épisode : Stefano Bettarini, Elisabetta Canalis, Kledi Kadiu, Linus, Mal, Kevin Costner (absent du studio).
- 2e épisode : Ettore Bassi, Rossella Brescia, Emilio Fede, Massimo Oddo, Raf, Dustin Hoffman.
- 3e épisode : Roberto Formigoni, Megan Gale, DJ Ringo, Maria Teresa Ruta, Carlo Verdone, Filippo Penati, Christian Vieri (absent du studio).
- 4e épisode : Albano Carrisi, Juan Pablo Montoya (absent du studio), Carmen Di Pietro, Claudio Brachino, Costantino Vitagliano et Sean Kanan (absent du studio).
- 5e épisode : Nancy Brilli, Wilma De Angelis, Alessia Fabiani, Jonathan Kashanian, Selen et Paolo Limiti.
- 6e épisode : Luca Argentero, Barbara De Rossi, Fichi d'India, Ornella Muti, Elisa Triani, Fabrizio Trecca.
- 7e épisode : Jane Alexander, Claudia Gerini, Aldo Montano, Francesco Renga, Sergio Volpini, Raoul Casadei.
- 8e épisode : Daniel Ducruet, Amanda Lear, Marco Maccarini, Ambra Orfei, Alessandro Preziosi, Massimo Giletti et Alda D'Eusanio.
- 9e épisode : Barbara D'Urso, Emanuela Folliero, Laura Freddi, Francesco Graziani, Daniele Interrante, Katherine Kelly Lang, Walter Nudo.
- 10e épisode : Paola Barale, Ilary Blasi (absente du studio), Daniele Bossari, Cesare Cremonini, Federica Fontana, Alberto Gilardino (absent du studio), Natasha Stefanenko, Aída Yéspica.
- 11e épisode : Roberto Farnesi, Massimo Lopez, Alessia Marcuzzi, Ascanio Pacelli et Katia Pedrotti, Marcus Schenkenberg, Alena Šeredová, Pietro Calabrese.

#### Il Castello
Pour la saison 2005, une fausse émission de téléréalité, appelée Il Castello [Le château], a été créée spécialement pour "frapper", un par un, tous les candidats participants. Les "victimes" sont : DJ Ringo, Peppe Quintale, Cristina Plevani, Ambra Orfei, Mal, Wilma De Angelis, Flavia Vento, Dan Peterson, Mirka Viola, Sergio Volpini, Eleonora Benfatto et Filippo Romeo.

### Dixième saison (2007)
Cette saison a été diffusée sur Canale 5 du 19 janvier au 20 avril 2007 pour treize épisodes, avec Claudio Amendola, Cristina Chiabotto et Valeria Marini à la présentation, et avec la participation du duo Zelig Katia e Valeria et Alfonso Signorini.
Dans cette saison tournante, l'un des invités du studio a dû deviner des mots dans le cadre d'épreuves hilarantes afin de mettre en difficulté l'élu du jeu.
Les victimes de cette saison sont :
- 1er épisode : Antonio Cupo, Mario Giordano, alors directeur du Studio Aperto, Irene Pivetti, Stefania Sandrelli, Anna Tatangelo, Luca Toni.
- 2e épisode : Albano Carrisi, Manuela Arcuri, Pierluigi Collina, Cristiano Lucarelli, Paola Perego, Monica Vanali.
- 3e épisode : Paolo Brosio, Roberta Capua, Giada De Blanck, Emmanuel-Philibert de Savoie, Daniela Santanchè, Ainett Stephens.
- 4e épisode : Giuliana De Sio, Roberto Farnesi, Federica Panicucci, Pupo, Katia Ricciarelli.
- 5e épisode : Anna Falchi, Luca Bizzarri et Paolo Kessisoglu, Álvaro Recoba, Flavia Vento, Valeria Marini, Alessia Marcuzzi.
- 6e épisode : Antonio Di Pietro, Dolcenera, Marco Marzocca, Alessandra Mussolini, Ornella Muti, Victoria Silvstedt.
- 7e épisode : Nancy Brilli, Sabrina Ferilli, Claudia Gerini, Vladimir Luxuria, Enrico Papi, Stefania Prestigiacomo, Mara Venier.
- 8e épisode : Victoria Cabello, Ilaria D'Amico, Gianluca Grignani, Vanessa Incontrada, Marco Materazzi, Gabriella Pession.
- 9e épisode : Alessandro Gassmann, Remo Girone (en), Loredana Lecciso, Marco Pannella, Pamela Prati, Giorgio Rocca, Emilio Solfrizzi.
- 10e épisode : Tosca D'Aquino, Emilio Fede, Walter Nudo, Martina Stella, Elisa Triani, Dario Vergassola.
- 11e épisode : Marco Columbro, Emanuela Folliero, Massimo Oddo, Cristina Parodi, Eleonora Pedron, Andrea Pirlo et Cesare Cremonini.
- 12e épisode : Mariano Apicella, Asia Argento, Luca Barbareschi, Annamaria Bernardini de Pace, Orietta Berti, Paola & Chiara, Mickey Rourke.
- 13e : Francesco Coco, Alberto Gilardino, Massimo Oddo, Filippo Inzaghi, Giovanni Trapattoni, Gianluca Zambrotta (dans cet épisode, toutes les blagues concernant les footballeurs de l'équipe nationale championne du monde ont été rejouées).

### Onzième saison (2009)
La onzième saison a été diffusée sur Canale 5, du 29 janvier au 19 mars 2009, pour huit épisodes du jeudi, animés par Claudio Amendola, Teo Mammucari et Belén Rodríguez, y compris l'émission spéciale Scherzi a parte - No Scherzi, no party, diffusée pendant deux samedis consécutifs, les 16 et 23 mai, en prime time, puis rediffusée le dimanche 27 décembre à 21h30 (également en prime time).
| Épisode | Diffusion       | Audience        | Audience | Invités et victimes |
| Épisode | Diffusion       | Téléspectateurs | Part     | Invités et victimes |
| ------- | --------------- | --------------- | -------- | --- |
| 1       | 29 janvier 2009 | 6 937 000       | 28,16%   | Gérard Depardieu, Gigi D'Alessio, Daniele Capezzone, Mario Giuliacci, Alessia Marcuzzi, Cristina Chiabotto, Clemente Russo |
| 2       | 5 février 2009  | 6 661 000       | 26,91%   | Claudio Amendola, Paola Barale, Christian Panucci, Massimo Ceccherini, Gianfranco Vissani, Claudio Brachino, Don Johnson   |
| 3       | 12 février 2009 | 6 934 000       | 27,69%   | Andrew Howe, Barbara D'Urso, Marco Simoncelli, Vittoria Belvedere, Amauri, Joaquín Cortés, Fabio Quagliarella              |
| 4       | 19 février 2009 | 4 064 000       | 15,64%   | Martina Colombari, Giorgio Chiellini, Paolo Brosio, Paolo Bettini, Mara Carfagna, Martina Stella                           |
| 5       | 26 février 2009 | 5 466 000       | 22,47%   | Ciccio Graziani, Giobbe Covatta, Cesare Paciotti, Melita Toniolo, Ramona Badescu, Giorgia                                  |
| 6       | 5 mars 2009     | 5 766 000       | 24,26%   | Emilio Fede, Gioele Dix, Mietta, Laura Chiatti, Carlo Ancelotti, Dejan Stanković, Mario Borghezio                          |
| 7       | 12 mars 2009    | 5 713 000       | 24,02%   | Kaspar Capparoni, Laura Torrisi, Ezequiel Lavezzi, Adrian Mutu, Valentina Vezzali, Michele Cucuzza                         |
| 8       | 19 mars 2009    | 4 706 000       | 22,14%   | Clemente Mimun, Edwige Fenech, Toto Cutugno, Giuseppe Fiorello, Diego Abatantuono, Michela Vittoria Brambilla              |
| Moyenne | Moyenne         | 5 781 000       | 23,91%   | |

### Douzième saison (2012)
La douzième saison de l'émission a été diffusée sur Channel 5 du 2 avril au 21 mai 2012, pour huit épisodes du lundi, animés par Luca e Paolo. L'émission a été diffusée depuis le studio 20 du centre de production de Mediaset à Cologno Monzese. Cette édition a introduit une caméra cachée appelée Sexy a parte, où les "victimes" étaient des gens ordinaires.
| Épisode | Diffusion     | Audience        | Audience | Invités et victimes |
| Épisode | Diffusion     | Téléspectateurs | Part     | Invités et victimes |
| ------- | ------------- | --------------- | -------- | --- |
| 1       | 2 avril 2012  | 4 946 000       | 20,82%   | Rupert Everett, Max Biaggi, Gianni Morandi, Giorgia Meloni, Alfonso Signorini, Serena Autieri, Sergio Assisi, Iva Zanicchi, Giusy Ferreri                                    |
| 2       | 9 avril 2012  | 4 114 000       | 18,41%   | Enrico Ruggeri, Roberto Castelli, L'Aura, Ale e Franz, Platinette, Arturo Brachetti, Mariano Apicella, Juliana Moreira, Claudio Amendola, Fabrizio Corona, Vincenzo Iaquinta |
| 3       | 16 avril 2012 | 4 649 000       | 19,94%   | Arisa, Barbara D'Urso, Geppi Cucciari, Massimo Boldi, Maurizio Gasparri, Julio Cesar, Roberto Farnesi                                                                        |
| 4       | 23 avril 2012 | 4 611 000       | 20,46%   | Manuela Arcuri, Enrico Brignano, Francesco Renga, Raz Degan, Paola Barale, Povia, Ilary Blasi, Andrea Dovizioso                                                              |
| 5       | 30 avril 2012 | 4 062 000       | 17,69%   | Belén Rodríguez, Marco Carta, Raffaella Fico, Alessandro Cecchi Paone, Luciano Moggi, Maddalena Corvaglia, Giulio Base, Cristiano Malgioglio, Jorge Lorenzo, Ronn Moss       |
| 6       | 7 mai 2012    | 3 849 000       | 16,88%   | Asia Argento, Clarence Seedorf, Fabio Concato, Guido Meda, Marco Materazzi, Rossella Brescia, Raul Cremona, Emanuela Folliero, Fabio Volo                                    |
| 7       | 14 mai 2012   | 3 554 000       | 14,77%   | Nina Zilli, Francesco Facchinetti, Mago Forest, Lucrezia Lante della Rovere, Elenoire Casalegno, Enrico Letta                                                                |
| 8       | 21 mai 2012   | 3 904 000       | 18,35%   | Maria De Filippi, Alessia Filippi, Lory Del Santo, Paola Perego, Noemi, Massimo Ciavarro, Arturo Brachetti, Tania Cagnotto                                                   |
| Moyenne | Moyenne       | 4 214 000       | 18,44%   | |

### Treizième saison (2015)
La treizième saison a été diffusée sur Channel 5 les 12 et 19 janvier 2015 pour deux épisodes du lundi, avec Paolo Bonolis comme présentateur solo. Dans cette saison, les farces sont confiées au personnel et aux auteurs de Le Iene. Pour la première fois, l'organisation et la réalisation des farces sont également montrées dans l'émission, et une contre-blague est organisée. Toujours dans cette édition, une farce est réalisée lors de l'enregistrement de l'émission en studio. Lors du premier épisode, le protagoniste de ce type de farce était Antonio Razzi : il a été emmené dans un quartier de Milan déguisé en Elvis Presley et a attendu que quelque chose se passe. Dans le deuxième et dernier épisode, la "victime" était Francesca Cipriani. La voix off des farces a été confiée à Pino Insegno. L'émission a été enregistrée en décembre 2014 au studio 8 des studios Via Tiburtina à Rome.
| Épisode | Diffusion       | Audience        | Audience | Invités et victimes                                                 |
| Épisode | Diffusion       | Téléspectateurs | Part     | Invités et victimes                                                 |
| ------- | --------------- | --------------- | -------- | ------------------------------------------------------------------- |
| 1       | 12 janvier 2015 | 6 478 000       | 26,97%   | Amadeus, Antonio Razzi, Paolo Brosio, Alba Parietti, David Parenzo  |
| 2       | 19 janvier 2015 | 5 835 000       | 24,54%   | Pupo, Nina Morić, Francesca Cipriani, Paolo Ruffini, Bruno Barbieri |
| Moyenne | Moyenne         | 6 156 000       | 25,76%   |                                                                     |

### Quatorzième saison (2018)
La quatorzième saison a été diffusée du 9 au 30 novembre 2018 les vendredis pour quatre épisodes sur Channel 5, avec Paolo Bonolis qui présente pour la deuxième fois consécutive depuis le studio 5 des Studios. Le cadre de l'émission est inchangé par rapport à l'édition précédente, mais sans la contribution de l'équipe de Le iene dans la création des blagues. La narration en voix off est assurée par Michele Kalamera. L'émission est diffusée en concurrence avec l'émission Tale e quale [Par exemple] sur Rai 1. L'audience a été divisée par deux par rapport à la saison précédente. Les victimes des blagues sont Lorella Cuccarini, Enrico Brignano, Matteo Renzi, Amanda Lear, Adriano Pappalardo, Aurora Ramazzotti, Cristiano Malgioglio, Ciro Immobile, Bruno Vespa, Andrea Iannone et Barbara D'Urso.
| Épisode | Diffusion        | Audience        | Audience | Invités et victimes                                                                 |
| Épisode | Diffusion        | Téléspectateurs | Part     | Invités et victimes                                                                 |
| ------- | ---------------- | --------------- | -------- | ----------------------------------------------------------------------------------- |
| 1       | 9 novembre 2018  | 3 784 000       | 20,31%   | Barbara D'Urso, Adriano Pappalardo, Aurora Ramazzotti, Ciro Immobile, Amanda Lear   |
| 2       | 16 novembre 2018 | 3 061 000       | 16,06%   | Jonathan Kashanian, Paola Perego, Bruno Vespa, Cristiano Malgioglio, Nino Formicola |
| 3       | 23 novembre 2018 | 3 028 000       | 15,27%   | Enrico Brignano, Lorella Cuccarini, Enzo Paolo Turchi, Ignazio La Russa, Malena     |
| 4       | 30 novembre 2018 | 2 973 000       | 15,20%   | Matteo Renzi, Andrea Iannone, Giuseppe Cruciani, Andrea Pucci                       |
| Moyenne | Moyenne          | 3 211 000       | 16,71%   |                                                                                     |

### Quinzième saison (2021)
La quinzième saison a été présentée par Enrico Papi et a été diffusée tous les dimanches en prime time sur Canale 5 du 12 septembre au 17 octobre 2021 pour six épisodes suivis d'un épisode spécial, diffusé le 24 octobre, avec le meilleur de l'édition. Les enregistrements ont eu lieu dans le studio 11 du centre de production de Mediaset à Cologno Monzese. Dans cette saison, l'émission a retrouvé son format original avec les invités réunis dans le studio qui participent aux répétitions et aux jeux du présentateur qui est accompagné d'un assistant (différent pour chaque épisode). La chanson du générique reprend la chanson historique mais réarrangée dans une version plus moderne. En outre, comme dans la 13e saison, pendant l'enregistrement de l'émission a lieu le Scherzo in diretta, dans lequel un VIP est la cible d'une farce qui se déroule tout au long de l'émission (avec la complicité des invités de cette émission, qui sont à leur tour victimes des farces qui leur sont destinées) et qui se termine par l'arrivée du VIP en question dans le studio à la fin de l'émission, tandis que l'assistant du présentateur fait une farce à des gens ordinaires. La voix du narrateur qui présente les farces est celle de Papi lui-même. En 2022, des rediffusions de la saison du 9 juin au 14 juillet ont été diffusées sur la même chaîne.
| Épisode                     | Diffusion         | Audience        | Audience | Invités et victimes | Victime d'une farce en direct | Aide pour les blagues                                     |
| Épisode                     | Diffusion         | Téléspectateurs | Part     | Invités et victimes | Victime d'une farce en direct | Aide pour les blagues                                     |
| --------------------------- | ----------------- | --------------- | -------- | --- | ----------------------------- | --------------------------------------------------------- |
| 1                           | 12 septembre 2021 | 3 506 000       | 21,29%   | Antonella Elia, Andrea Roncato, Manuela Arcuri, Gianfranco Vissani, Giancarlo Fisichella                                         | Orietta Berti                 | Carolina Stramare                                         |
| 2                           | 19 septembre 2021 | 2 879 000       | 15,21%   | Al Bano, Federica Panicucci, Mario Giordano, Vladimir Luxuria, Pierpaolo Pretelli, Andrea Giuliacci                              | Giulia Salemi                 | Antonella Fiordelisi                                      |
| 3                           | 26 septembre 2021 | 3 043 000       | 17,28%   | Massimo Giletti, Elenoire Casalegno, Rocco Siffredi, Giorgio Mastrota, Elettra Lamborghini, Giorgia Rossi, Fulvio Collovati      | Ciccio Graziani               | Estefanía Bernal                                          |
| 4                           | 3 octobre 2021    | 2 914 000       | 14,43%   | Nicola Porro, Paola Di Benedetto, Antonio Zequila, Clemente Russo, Scintilla, Andrea Giuliacci                                   | Maurizio Battista             | Elisabetta Gregoraci                                      |
| 5                           | 10 octobre 2021   | 2 932 000       | 15,20%   | Federica Pellegrini, Memo Remigi, Eleonora Giorgi, Red Canzian, Paolo Ciavarro, Zoe Cristofoli, Mario Ermito, Gianluigi Nuzzi    | Dayane Mello                  | Antonella Elia                                            |
| 6                           | 17 octobre 2021   | 2 664 000       | 14,60%   | Valeria Marini, Martina Stella, Michele Cucuzza, Filippo Magnini, Elettra Lamborghini, Elisabetta Gregoraci, Romina Pierdomenico | Cristiano Malgioglio          | Estefanía Bernal, Antonella Fiordelisi, Carolina Stramare |
| Media                       | Media             | 2 990 000       | 16,34%   | |                               |                                                           |
| La Notte di Scherzi a parte | 24 octobre 2021   | 1 706 000       | 9,20%    | Le best-of de la saison | Le best-of de la saison       | Le best-of de la saison                                   |

### Seizième saison (2022)
La seizième saison a été présentée pour la deuxième année consécutive par Enrico Papi et a été diffusée tous les dimanches en prime time sur Channel 5 du 18 septembre au 16 octobre 2022 pour cinq épisodes (initialement six étaient prévus, mais l'édition a été raccourcie pour des raisons économiques) suivis d'un épisode spécial, diffusé le 23 octobre, avec le meilleur de la saison. Les enregistrements ont eu lieu au studio 20 du centre de production de Mediaset à Cologno Monzese. La chanson thème est restée identique à celle de l'édition précédente, tandis que la chanson About Damn Thing de Lizzo a été utilisée pour les temps forts. Le format comprend à nouveau tous les invités et les victimes dans le studio, soumis aux farces de l'animateur et à la farce en direct qui se termine par l'entrée de la victime dans le studio. Toutefois, contrairement à la dernière saison, il n'y avait plus d'assistant pour les farces.
| Épisode                     | Diffusion         | Audience        | Audience | Invités et victimes                                                                                                   | Victime d'une farce en direct |
| Épisode                     | Diffusion         | Téléspectateurs | Part     | Invités et victimes                                                                                                   | Victime d'une farce en direct |
| --------------------------- | ----------------- | --------------- | -------- | --- | ----------------------------- |
| 1                           | 18 septembre 2022 | 2 048 000       | 17,14%   | Iva Zanicchi, Paola Barale, Amaurys Pérez, Aldo Montano, Anna Tatangelo, Federico Fashion Style, Manuel Bortuzzo      | Katia Ricciarelli             |
| 2                           | 25 septembre 2022 | 1 684 000       | 11,20%   | Enzo Miccio, Ricky Tognazzi et Simona Izzo, Lory Del Santo, Marcell Jacobs et Nicole Daza, Jo Squillo                 | Diletta Leotta                |
| 3                           | 2 octobre 2022    | 2 138 000       | 13,00%   | Carmen Russo et Enzo Paolo Turchi, Roberto Giacobbo, Veronica Gentili, Nicolas Vaporidis, Adriana Volpe, Walter Zenga | –                             |
| 4                           | 9 octobre 2022    | 1 645 000       | 10,50%   | Donatella Rettore, Ciro Ferrara, Platinette, Simona Branchetti, Marco Melandri, Flavia Vento                          | Sabrina Salerno               |
| 5                           | 16 octobre 2022   | 1 820 000       | 11,40%   | Drusilla Gucci, Elisabetta Gregoraci, Deborah Compagnoni, Giucas Casella                                              | Barbara D'Urso                |
| Moyenne                     | Moyenne           | 1 867 000       | 12,65%   | |                               |
| La Notte di Scherzi a parte | 23 octobre 2022   | 1 234 000       | 8,60%    | Le best-of de la saison                                                                                               | Le best-of de la saison       |

## Spin-offs et épisodes spéciaux

### I Magnifici di Scherzi a Parte(Les magnificences de Scherzi a Parte)
Du 13 mai au 9 juin 1994, à la fin de la troisième saison, des émissions spéciales animées par Teo Teocoli, Massimo Boldi et Pamela Prati ont été diffusées, reprenant les meilleures blagues des trois premières saisons de l'émission.

### Scherzi a parte Top 10
Le 6 octobre 1995, avant le début de la nouvelle saison, un épisode spécial intitulé Scherzi a Parte Top 10 a été diffusé, dans lequel les 10 meilleures farces des saisons précédentes ont été rejouées. L'émission était présentée par Teo Teocoli, Gene Gnocchi et Pamela Prati, avec la participation extraordinaire de Massimo Lopez. Le gagnant de l'épisode a été la blague sur Leo Gullotta diffusée dans la saison de 1993.

### Scherzi a Parte Show
Les 23 et 24 février 1996, deux épisodes ont été diffusés au cours desquels le public pouvait voter par télé-vote pour la meilleure farce parmi celles proposées au cours des saisons de l'émission.

### Scherzi a parte story - 10 anni di scherzi(Scherzi a parte story - 10 ans de blagues)
En 2002, après la fin de la septième édition, une émission spéciale intitulée Scherzi a parte story - 10 ans de blagues a été produite pour célébrer le dixième anniversaire du programme. Elle consistait en quatre épisodes, animés par Massimo Boldi et Michelle Hunziker, dans lesquels les meilleures blagues des dix premières éditions du programme étaient reproposées.

### Scherzi a parte story
À partir du 19 décembre 2003, à la fin de la huitième saison, une émission spéciale intitulée Scherzi a parte story a été diffusée. Elle se compose de quatre épisodes dans lesquels les meilleures farces des saisons précédentes ont été rejouées.

### Scherzi a parte Cult
Au cours de l'été 2004, une émission estivale intitulée Scherzi a parte Cult a été diffusée, dans laquelle les épisodes des saisons précédentes étaient montrés avec les meilleures et les pires blagues.

### Le follie di Scherzi a parte(Les folies de Scherzi a parte)
En 2007, à la fin de la saison, un événement spécial intitulé Le follie di Scherzi a parte a été diffusé, au cours duquel les meilleures blagues de la saison qui venait de s'achever ont été rejouées.

### Scherzi a parte - No Scherzi, no party(Scherzi a parte - Pas de blagues, pas de fête)
En 2009, à la fin de la saison, les 16 et 23 mai, une émission spéciale intitulée Scherzi a parte - no Scherzi, no party a été diffusée en prime time pendant deux épisodes, au cours desquels les meilleures blagues de la saison qui venait de s'achever ont été rediffusées.

### Scherzi a parte vent'anni(Scherzi a parte 20 ans)
Le 28 avril 2012, à la fin de la saison qui vient de s'achever, un épisode spécial intitulé Scherzi a parte vent'anni a été diffusé, consacré au 20e anniversaire du programme, avec le meilleur de la dernière saison et des saisons précédentes.

### Sei su Scherzi a parte(Vous êtes sur Scherzi a parte)
Les 13 et 20 avril 2018, Italia 1 a proposé deux épisodes spéciaux avec le titre Sei su Scherzi a parte pour célébrer les 26 ans du programme en retraçant l'histoire de l'Italie de 1992 à 2015 à travers les meilleures farces de l'émission. L'émission a été animée par la voix de Francesco Pannofino dans le premier épisode et de Massimo De Ambrosis dans le second.

### Scherzi a Parte NIP
Le 17 octobre 2021, lors du dernier épisode de la saison régulière de Scherzi a parte, une blague a été diffusée concernant des personnes ordinaires qui ont fait une farce pour "se venger" ou "contrarier" des amis ou des membres de leur famille.

### La Notte di Scherzi a parte(La nuit de Scherzi a parte)
La Notte di Scherzi a parte est le titre utilisé à la fin des 15e et 16e saisons, dans lequel les meilleures farces de la saison qui vient de s'achever sont rejouées.

## Audience
| Saison | Chaîne   | Année | Saison          | Programmation | Programmation | Programmation | Programmation | Programmation | Programmation | Programmation | Moment de diffusion       | Moyenne         | Moyenne | Première        | Première | Finale          | Finale |
| Saison | Chaîne   | Année | Saison          | L             | M             | M             | G             | V             | S             | D             | Moment de diffusion       | Télespectateurs | Parts   | Télespectateurs | Parts    | Télespectateurs | Parts  |
| ------ | -------- | ----- | --------------- | ------------- | ------------- | ------------- | ------------- | ------------- | ------------- | ------------- | ------------------------- | --------------- | ------- | --------------- | -------- | --------------- | ------ |
| 1ª     | Italia 1 | 1992  | hiver-printemps |               |               |               |               |               |               |               | Première partie de soirée | N.D.            | N.D.    | N.D.            | N.D.     | N.D.            | N.D.   |
| 2ª     | Canale 5 | 1993  | hiver-printemps |               |               |               |               |               |               |               | Première partie de soirée | N.D.            | N.D.    | N.D.            | N.D.     | N.D.            | N.D.   |
| 3ª     | Canale 5 | 1994  | hiver-printemps | 8 606 000     | N.D.          | 9 894 000     | N.D.          | 6 886 000     | N.D.          |               | Première partie de soirée |                 |         |                 |          |                 |        |
| 4ª     | Canale 5 | 1995  | automne-hiver   | N.D.          | N.D.          | 8 181 000     | 33,27%        | 7 174 000     | N.D.          |               | Première partie de soirée |                 |         |                 |          |                 |        |
| 5ª     | Italia 1 | 1997  | automne         | N.D.          | N.D.          | 4 770 000     | 20,50%        | 4 220 000     | 16,51%        |               | Première partie de soirée |                 |         |                 |          |                 |        |
| 6ª     | Canale 5 | 1999  | automne         | 8 303 000     | 34,06%        | 7 916 000     | 35,51%        | 8 315 000     | 33,10%        |               | Première partie de soirée |                 |         |                 |          |                 |        |
| 7ª     | Canale 5 | 2002  | hiver-printemps | N.D.          | N.D.          | N.D.          | N.D.          | N.D.          | N.D.          |               | Première partie de soirée |                 |         |                 |          |                 |        |
| 8ª     | Canale 5 | 2003  | automne         | N.D.          | N.D.          | N.D.          | N.D.          | N.D.          | N.D.          |               | Première partie de soirée |                 |         |                 |          |                 |        |
| 9ª     | Canale 5 | 2005  | hiver-printemps | N.D.          | N.D.          | N.D.          | N.D.          | N.D.          | N.D.          |               | Première partie de soirée |                 |         |                 |          |                 |        |
| 10ª    | Canale 5 | 2007  | hiver-printemps |               |               | 5 146 000     | 22,88%        | 6 277 000     | 27,14%        | 4 261 000     | Première partie de soirée | 20,19%          |         |                 |          |                 |        |
| 11ª    | Canale 5 | 2009  | hiver           |               |               | 5 781 000     | 23,91%        | 6 937 000     | 28,16%        | 4 706 000     | Première partie de soirée | 22,14%          |         |                 |          |                 |        |
| 12ª    | Canale 5 | 2012  | printemps       |               |               | 4 214 000     | 18,44%        | 4 946 000     | 20,82%        | 3 904 000     | Première partie de soirée | 18,35%          |         |                 |          |                 |        |
| 13ª    | Canale 5 | 2015  | hiver           | 6 156 000     | 25,76%        | 6 478 000     | 26,97%        | 5 835 000     | 24,54%        |               | Première partie de soirée |                 |         |                 |          |                 |        |
| 14ª    | Canale 5 | 2018  | automne         |               |               | 3 211 000     | 16,71%        | 3 784 000     | 20,31%        | 2 973 000     | Première partie de soirée | 15,20%          |         |                 |          |                 |        |
| 15ª    | Canale 5 | 2021  | été-automne     |               |               | 2 990 000     | 16,34%        | 3 506 000     | 21,29%        | 2 664 000     | Première partie de soirée | 14,60%          |         |                 |          |                 |        |
| 16ª    | Canale 5 | 2022  | été-automne     | 1 867 000     | 12,65%        | 2 048 000     | 17,14%        | 1 820 000     | 11,40%        |               | Première partie de soirée |                 |         |                 |          |                 |        |

## Génériques du programme
Le générique historique de l'émission (utilisé de 1995 à 2009) est interprété par Giampiero Boneschi et Claudio Calzolari. En 1993, le générique de fin était Menealo, chanté et dansé par Pamela Prati, qui interprète également le générique de fin de 1994 intitulé Que te la pongo. Dans l'édition 2012, la chanson de fin est toujours la chanson historique, mais elle a été réarrangée dans une version orchestrale. Dans les éditions 2015 et 2018, la chanson thème est la chanson Rebel Rebel de David Bowie. Depuis 2021, la chanson thème est à nouveau la chanson historique, mais réarrangée.

## Blagues jamais diffusées
Un formulaire de décharge signé par la victime est nécessaire pour transmettre la blague. Il a été rapporté que certaines victimes n'ont pas signé le formulaire de décharge. Parmi elles, Adriano Celentano ; la farce a réussi, mais le chanteur n'a pas signé le formulaire de décharge parce que la micro-caméra l'aurait déformé. D'autres personnes n'ont pas signé le formulaire d'autorisation : Giancarlo Giannini, qui s'est mis en colère et a cassé la caméra ; Sandro Ciotti, dans une farce avec son amie et présentatrice Maria Teresa Ruta comme complice, dans laquelle le célèbre commentateur a affronté des hooligans qui avaient vandalisé des voitures en stationnement ; Claudio Cecchetto, qui a nié la diffusion de sa blague dans laquelle un prétendu ami proche de Silvio Berlusconi s'est aventuré à le critiquer sévèrement ; Alessandro Benvenuti qui, dans la blague, séjournait dans un hôtel lorsqu'on lui a soudainement demandé de changer de chambre, qui s'est avérée être tout sauf confortable, Mario Capanna, Mike Bongiorno (ce dernier a fait tomber un ours sur le toit de sa voiture) et Emma Bonino.

## Blagues ratées
Certaines farces ont été découvertes plus tôt par la victime, comme celle de Giancarlo Magalli, Gerry Scotti, Paolo Maldini, Miguel Bosé et Piero Chiambretti, diffusée le 14 mai 2012, tandis que celle d'Andrea Occhipinti a été suspendue en raison d'une maladie du protagoniste. En 2018, la farce sur Andrea Pucci a été modifiée à la suite de l'intervention de ce dernier.

## Les complices VIP
De nombreuses farces ont eu des complices occasionnels, c'est-à-dire pas des complices rituels comme Pamela Prati dans l'édition de 1993 ou Alfonso Signorini dans celle de 2007. Parmi les nombreux "acolytes" célèbres, citons Teo Mammucari dans les farces contre Max Biaggi (sa première farce) et Marco Columbro dans la deuxième farce dont il était le protagoniste, ainsi que Valerio Staffelli, protagoniste de plusieurs farces, y compris celle contre Marta Flavi ; Patrizia De Blanck, complice de la farce sur Asia Argento, Loredana Bertè et de la première sur Mara Venier ; Alberto Castagna dans la deuxième farce faite sur Wendy Windham, Gianmarco Tognazzi, Alessandro Gassmann, Carmen Russo et Enzo Paolo Turchi et Giucas Casella ; Jo Squillo complice de la caméra cachée sur Oriella Dorella, Ilary Blasi, Roberta Lanfranchi et bien d'autres encore. Dans l'édition 2015, chaque victime avait un complice VIP, comme Giovanna Civitillo, pour la farce sur Amadeus ; Federica Panicucci et Francesco Oppini pour Alba Parietti ; Riccardo Trombetta, Giuseppe Cruciani et Ilary Blasi pour David Parenzo et Leonardo Fiaschi et Frank Matano pour celle sur Paolo Brosio. Dans l'édition 2018, Michelle Hunziker est complice de la farce sur sa fille Aurora Ramazzotti ; Federico Vespa de la farce sur son père Bruno Vespa ; l'actrice Flora Canto de la farce sur son partenaire Enrico Brignano et Carmen Russo de celle sur son mari Enzo Paolo Turchi. En 2021, Cristèl Carrisi est complice de la farce contre son père Al Bano et la journaliste Giorgia Rossi ainsi que l'ancien footballeur Fulvio Collovati sont complices de la farce contre Ciccio Graziani. En 2022, Daniele Battaglia est complice de la farce faite à Diletta Leotta. En outre, les victimes des farces sont elles-mêmes complices de la réalisation de la farce en direct lors de l'enregistrement de l'épisode.

## Auteurs des blagues
Les auteurs des farces réalisées au cours des quinze saisons de l'émission (à l'exception de la treizième, où la tâche a été confiée à l'équipe de Le Iene) sont principalement les suivants :
- Marco Balestri (1992-2012)
- Salvatore De Pasquale (1992)
- Marco Posani (1992)
- Alessandro Ippolito (1992)
- Davide Parenti (1992)
- Giorgio John Squarcia (1992)
- Christophe Sanchez (1992)
- Alvise Borghi (1992-1993)
- Flavio Andreini (1993-1994, 1999-2007)
- Riccardo Di Stefano (1993-1994, 1999-2007)
- Dario Viola (1993-1995)
- Marcello Lopez (1995-1997)
- Massimo Martelli (1995, 2003-2009)
- Carlo Pistarino (1995)
- Paolo Lizza (1997, 2002)
- Zap Mangusta (1997)
- Mirko Setaro (1997-2002)
- Riccardo Barberi (1999)
- Teo Teocoli (2002-2003)
- Andrea Marchi (2003-2005, 2021)
- Fabrizio Testini (2007-2009)
- Paola Vedani (2007)
- Martino Clericetti (2007)
- Paolo Cananzi (2009)
- Lucio Wilson (2009)
- Charlie Tango (2009, 2021)
- Sergio Rubino (2018)
- Marco Salvati (2018)
- Federico Moccia (2018)
- Fabrizio Montagner (2021)

## Autres médias
- Scherzi a parte a inspiré une histoire en bande dessinée dans le numéro 1988 de Topolino en 1994, intitulée Paperino & Gastone...scherzi a parte! et créée par Fabio Michelini et Romano Scarpa[44].
- L'émission s'inspire de la parodie de Scherzi ad Arte, constituée de quelques sketches interprétés par Fabio De Luigi dans l'émission Mai dire... dans les années 2000.